# Меган Фокс
Меган Фокс (на английски: Megan Fox) е американска актриса и манекенка.

## Биография
Родена е на 16 май 1986 г. в Оук Ридж, щата Тенеси, САЩ. Има френски, ирландски и чероки корени. Има и една по-голяма сестра. На 10 години се премества във Флорида.

## Кариера на модел
Започва кариерата си на модел когато е на 13 години и през 1999 г. печели няколко престижни конкурса.

## Актьорска кариера
През 2001 година дебютира като актриса във филма „Holiday in the Sun“, където си партнира с близначките Мери Кейт Олсън и Ашли Олсън. През 2002 участва в 122 серии на филма „Ocean Ave“. Участва в един епизод от филма „Двама мъже и половина“. Следват филми като „Изповедта на една малолетна актриса“ с Линдзи Лоън и Адам Гарсия, „The Help“ с Тори Спелинг и Бренда Сонг и „Crimes of Fashon“. Участва в сериала „Hope & Faith“ от 2004 до 2006 г. Филмът с който става много известна е „Трансформърс“. През 2008 г. получава роли в „Whore“ и „Как да губиш приятели и да дразниш хората“. Участва и в Трансформърс: Отмъщението. Получава роля в „Страстите на Дженифър“ през 2009 г.

## Личен живот
Сгодена е за Брайън Остийн Грийн от ноември 2006 г. до февруари 2009 г., когато се разделят и се събират отново през април 2009 г. Сключват брак през юни 2010 г., а на 27 септември 2012 г. се ражда синът им Ноа Шенън Грийн.
Меган Фокс заявява пред списание „Ескуайър“, че е бисексуална и предпочита да има връзка с лесбийки, а не с бисексуални жени.
От 2020 г. е обвързана с рапъра Машийн Гън Кели.

## Филмография
- Holiday in the Sun (2001)
- Сестри по неволя (2003)
- Crimes of Fashion (2004)
- Изповедта на една малолетна актриса (2004)
- Трансформърс (2007)
- Whore (2008)
- Как да губиш приятели и да дразниш хората (2008)
- Страстите на Дженифър (2009)
- Трансформърс: Отмъщението (2009)
- Джона Хекс (2010)
- Passion Play (2010)
- Ная: Легендата на златния делфин (2010) (глас)
- Приятели с деца (2011)
- The Crossing (2011)
- Диктаторът (2012)
- Така е на 40 (2012)
- Костенурките нинджа (2014)
- Костенурките нинджа: На светло (2016)
- Непобедимите 4 (2023)